# Youmai
Youmai (kinesiska: 油迈, 油迈瑶族乡) är en socken i Kina. Den ligger i provinsen Guizhou, i den sydvästra delen av landet, omkring 190 kilometer söder om provinshuvudstaden Guiyang.